# Гусєв Володимир Віталійович
Володимир Віталійович Гусєв (рос. Владимир Витальевич Гусев; 24 листопада 1982, м. Новосибірськ, СРСР) — російський хокеїст, захисник. Виступає за «Рубін» (Тюмень) у Вищій хокейній лізі.
Виступав за «Металург» (Новокузнецьк), «Амур» (Хабаровськ), «Норфолк Адміралс» (АХЛ), «Флоренс Прайд» (ECHL), «Грінвілль Гррраул» (ECHL), «Локомотив» (Ярославль), «Сибір» (Новосибірськ), «Єрмак» (Ангарськ).
У складі юніорської збірної Росії учасник чемпіонату світу 2000.
Досягнення
- Чемпіон ВХЛ (2011).